# François Baudouin

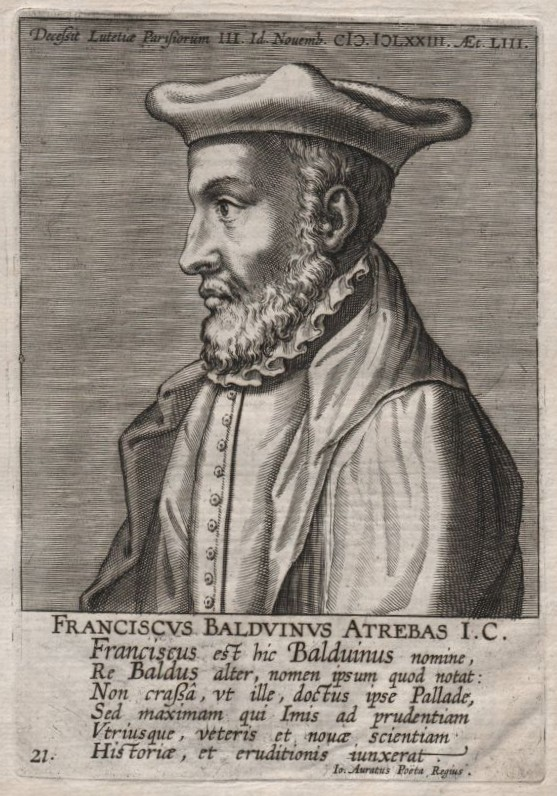

François Baudouin, auch François Bauduin, lat. Franciscus Balduinus (* 1. Januar 1520 in Arras, Flandern; † 24. Oktober 1573 in Paris) war ein französischer Professor und Autor für Römisches Recht. In Frankreich und den Niederlanden bemühte er sich um Vermittlung zwischen den konfessionellen Lagern.

## Leben
Es gab vor François Baudouin zwei Juristen mit ähnlichem Namen, die ihm bezüglich der Thematik seines Lebenswegs auch nicht fern standen, so der Glossator Jakobus Balduin († 1235) und Bartolus’ Schüler Baldus de Ubaldis.
François war der Sohn des königlich spanischen Prokurators Antoine Balduin. 1534 ging er zum Studium der Rechte an die Universität Löwen, 1539 hielt er sich in Paris auf. 1542 kehrte er in seine Heimatstadt Arras zurück und praktizierte dort bis 1545 als Anwalt, zudem verfasste er damals seine ersten juristischen Schriften.
Wann und wie Baudouin evangelisches Gedankengut zuerst kennen gelernt hat, lässt sich nicht feststellen. Gewiss hat dabei Charles Dumoulin eine Rolle gespielt, welchem er in Paris begegnet ist und bei welchem er dort gewohnt hat. Jedenfalls wollten ihn die spanischen Behörden in Arras im Januar 1545 wegen Häresie verhaften, er weilte damals aber in Paris, um ein Buch zum Druck zu bringen, und ist nicht mehr zurückgekehrt. Am 20. Juli 1545 schrieb er seinen ersten Brief an Calvin, im August und September hielt er sich in Genf auf und traf mit dem Reformator zusammen, dann kehrte er über Strassburg nach Paris zurück. Dort hielt er private Vorlesungen zum römischen Recht. Im Sommer und Herbst 1547 war er wieder in Genf, wohnte bei Calvin und diente ihm als Sekretär. Von dort reiste er nach Lyon, wo er mit seinem jüngeren Bruder zusammentraf. Sebastian Gryphius beschäftigte ihn in seiner Druckerei. Als Baudouins Mutter in Arras starb, kam es in der Folge zum völligen Bruch mit seiner Familie und auch zu einer Entfremdung zwischen ihm und Calvin.

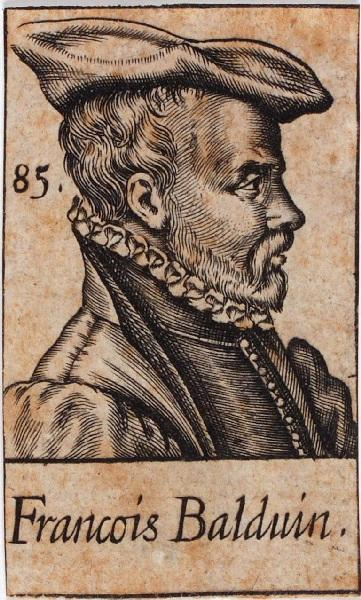

1548 wurde Baudouin als Professor an die Universität von Bourges berufen. Dort promovierte er im folgenden Jahr bei Eguinaire Baron zum Doktor (eine Voraussetzung für seine Anstellung), er verheiratete sich und lehrte mit großem Erfolg römisches Recht nach humanistischen Methoden. Doch dann erhob sich zwischen ihm und seinem Kollegen François Douaren aus undurchsichtigen Gründen ein erbitterter Streit, welcher auch zu gewalttätigen Auseinandersetzungen unter den Studenten führte. 1554 musste Baudouin das Feld räumen.
Von Bourges ging Baudouin zuerst nach Genf, wo er sich mit Calvin aussöhnte, und von dort nach Strassburg, wo er eine juristische Professur erhielt. Als im folgenden Jahr der französische Rechtsgelehrte François Hotman ebenfalls in Strassburg eintraf und eine Anstellung suchte, kam es zu einem Zerwürfnis mit diesem, auch die Polemik mit Douaren brach wieder auf, und 1556 wechselte Baudouin an die Universität Heidelberg. Dort blieb er fünf Jahre lang, zog viele Studenten an, genoss hohes Ansehen und festigte durch zahlreiche Publikationen seinen Ruf als einer der führenden Kenner des römischen Rechts. In dieser Zeit näherte er sich wie sein Landesherr, der Pfalzgraf Ottheinrich, den Lutheranern an und trat in Beziehung zu Philipp Melanchthon. Im Jahr 1559 lernte Baudouin den ihm über Jahre gleichgesinnten englischen Diplomaten Robert Beale kennen.
Baudouin begann, Recht, Geschichte und Theologie gesamthaft zu betrachten. Mit seinen Werken zur Geschichte des römischen Rechts und seiner Schrift De institutione historiae universae (deutsch: Grundlegung der Universalgeschichte, 1561) wurde er zu einem Begründer des wissenschaftlichen Umgangs mit Geschichte. In den konfessionellen Auseinandersetzungen stellte er zum Beispiel in Frage, ob die römischen Kaiser nach damals geltendem Recht Häretiker ihres Glaubens wegen hätten hinrichten dürfen. Er trat in Verbindung mit Georg Cassander, welcher in der Tradition des Erasmus von Rotterdam beim alten Glauben geblieben war und durch Reformen der römischen Kirche die Versöhnung der verschiedenen Bekenntnisse anstrebte. Für den Humanisten Baudouin war klar, dass dabei die Kirche der Antike als Vorbild heranzuziehen sei. Zu den theologischen Differenzen äußerte er sich nicht, sondern plädierte für ein friedliches Zusammenleben.
1561 reiste Baudouin im Gefolge einer Gesandtschaft nach Lothringen und begab sich von dort an den französischen Hof, welcher damals in Metz weilte. Dort traf er mit Antoine de Bourbon zusammen, dem Titularkönig von Navarra und Vater des späteren Königs Heinrich IV. von Frankreich. Seine Gedanken zu einer Einigung zwischen den Glaubensparteien wurden mit großem Interesse aufgenommen, und Baudouin ging nach Paris. Doch die Religionsgespräche von Poissy im Spätsommer scheiterten, die vermittelnde «dritte Partei» konnte sich nicht durchsetzen, in Frankreich begannen die Hugenottenkriege. Baudouin hatte sich inzwischen durch sein Verhalten bei den Exponenten aller Richtungen verdächtig gemacht. Es folgte eine gehässige Polemik in Streitschriften und Briefen mit Calvin und seinen Anhängern, für welche er jetzt als Renegat galt. Nach Heidelberg konnte er nicht zurückkehren, der französische Hof hatte keine Verwendung für ihn. So wurde er Erzieher von Charles, dem unehelichen Sohn seines Gönners Antoine de Bourbon, dazu hielt er wieder Vorlesungen in Paris. In den folgenden Jahren bemühte sich Baudouin immer wieder um eine Professur, im Sommer 1563 widerrief er vor der theologischen Fakultät in Löwen seine Irrtümer und kehrte formell zum römischen Glauben zurück. In den konfessionellen Konflikten in Frankreich und in den Niederlanden setzte er sich weiter bei den Machthabern vermittelnd ein, ohne entscheidenden Einfluss und Erfolge zu erreichen.
1569 konnte er endlich eine Professur in Angers antreten. Dort war sein Herr Herzog Heinrich von Anjou, der spätere König Heinrich III. Baudouin genoss hohes Ansehen, wurde für diplomatische Aufgaben eingesetzt, unterhielt aber auch weiterhin Beziehungen zu evangelischen Kreisen. 1573 führte er in Paris Gespräche über seinen Glauben, als er plötzlich erkrankte und am 24. Oktober starb. Der Jesuit Juan Maldonado hat ihm die Sterbesakramente gespendet.

## Ausgewählte Schriften
Bibliografie sämtlicher Werke Baudouins: Michael Erbe: François Bauduin: (1520-1573): Biographie eines Humanisten (= Quellen und Forschungen zur Reformationsgeschichte, Band 44). Gütersloher Verlagshaus Gerd Mohn, Gütersloh 1978, ISBN 3-579-04307-2, S. 210–239.
- Historia Carthaginensis collationis sive disputationis de ecclesia, olim habitae inter Catholicos & Donatistas (deutsch: Die Geschichte Karthagos oder die Debatte um die Kirche, die einst zwischen den Katholiken und den Donatisten geführt wurde). Claude Fremy, Paris 1566 (Online).
- Responsio ad Calvinum et Bezam (deutsch: Antwort an Calvin und Beza). Werner Richwin, Köln 1564 (Online).
- Responsio altera ad Ioannem Calvinum (deutsch: Franz Balduin’s zweite Antwort an Johannes Calvin). Johannes Bathen, Köln 1562 (Online).
- Ad Academiam Cracoviensem disputatio de quæstione olim agitata in auditorio Papiniani (deutsch: Disputation über eine Frage, die einst im Auditorium Papinians diskutiert worden ist, an die Krakauer Akademie). Pierre l'Huillier, Paris 1573 (Online).
- De institutione historiae universae (deutsch: Grundlegung der Universalgeschichte). Andreas Wechel, Paris 1561 (Online).